# Кусейфе
Кусейфе (ивр. כסיפה‎, араб.  كسيفة‎) — бедуинский населённый пункт в пустыне Негев на трассе 31 между Арадом и Хурой.
Посёлок был основан в 1982 году как часть программы по оседлости бедуинов Негева.
Всего в рамках программы тогда было создано семь поселений, включая Кусейфе:
Рахат, Хура, Арара в Негеве, Тель-Шева, Сегев-Шалом, Лакия.
Юрисдикция Кусейфы распространяется на 13 692 дунама.
В окрестностях поселка находится национальный парк Тель-Арад, на территории которого в ходе раскопок был обнаружен ханаанский город бронзового века и еврейский город Иудейского царства.
Рейтинг социально-экономического развития — 1 из 10.
Ожидается открытие железнодорожной станции Кусейфе в рамках проекта «Нетивей-Исраэль».

## Население
По данным Центрального статистического бюро Израиля, население на начало 2020 года составляло 21 866 человек.